# Улица Достоевского (Казань)
Улица Достое́вского — улица в Вахитовском районе Казани.

## Расположение
Улица начинается от перекрестка с улицами Айвазовского и Овражной, двигается преимущественно на восток и заканчивается переходом в улицу Аделя Кутуя.

## История
Исторически носила названия 3-я Поперечно-Академическая (по Академической слободе, в которой находилась) и 2-я Солдатская. В 1914 году решением городской думы 2-я Солдатская улица переименована в улицу Достоевского, в честь великого русского писателя Фёдора Михайловича Достоевского (1821—1881).
На 1939 год на улице имелось около 80 домовладений: № 1-85 по нечётной стороне и № 2/1-42, 46-58/2, 62/26-74, 80 по чётной.
27 августа 2008 года закончилась реконструкция участка проезжей части улицы от улицы Вишневского до Абжалилова. Была расширена проезжая часть и организовано двухстороннее движение. До этого времени движение по улице от улицы Бутлерова до Абжалилова было односторонним.

## Сохранившаяся застройка
Строения на улице представлены как деревянными домами (в большинстве сносимыми), так и современными жилыми и офисными зданиями.
Дом № 6 — объект культурного наследия, дом Климова.
На улице четыре исторически ценных градоформирующих объекта: дом 7 — жилой дом конца XIX — начала XX века, дом 12 — жилой дом начала XX века, дом 30 — кинотеатр «Мир», дом 79а — жилой дом 1939 года постройки. Дом 12 (дом А. И. Жантэ) в 2018 году отреставрирован волонтёрским движением «Том Сойер Фест». Дом № 82/1 — жилой дом треста «Казремстрой»; дом № 28/70 — жилой дом треста «Татнефтепроводстрой», дома №№  15, 44/6 — жилые дома ТЭЦ-1, дом № 81 — жилой дом завода «Электроприбор».
Напротив кинотеатра «Мир» торцевым фасадом к улице выходит Чеховский рынок.

## Утраченная застройка
Дом 28 — деревянный дом геолога и палеонтолога П. И. Кротова. В доме жили академики А. Е. и Б. А. Арбузовы, а во время эвакуации в 1941 году — будущие нобелевские лауреаты Н. Н. Семенов и П. Л. Капица.
По адресу Достоевского, 52 находился дом, где жил русский философ и богослов Несмелов, Виктор Иванович (в Казани есть улица Несмелова, но она носит имя его сына — Валентина).
Дом 65 — деревянный дом Осановой, построен в 1914 году. Дом 71 — деревянное здание 10-го городского начального училища, построенное в 1906 году, позднее фармацевтического училища.
До 1966 года во дворе современных пятиэтажных домов № 72/19 и № 74 сохранялась деревянная Серафимовская церковь (построена в 1908—1916 гг., действовала до 1938 года, позднее в здании церкви располагались классы школы № 38).